# Kinding
Kinding er en købstad (markt) og rekreationsby i Landkreis Eichstätt i Regierungsbezirk Oberbayern i den tyske delstat Bayern.

## Geografi
Kinding ved sammenløbet af floderne Anlauter, Schwarzach og Altmühl i Naturpark Altmühltal.

### Inddeling af
Kinding består ud over hovedbyen Kinding af følgende landsbyer og bebyggelser: Enkering, Haunstetten, Erlingshofen, Badanhausen, Pfraundorf, Unteremmendorf, Ilbling, Berletzhausen, Kirchanhausen, Schafhausen, Kratzmühle, Niefang, Furthof, Schlößlmühle, Schafhauser Mühle og Eibwang.
- Wikimedia Commons har flere filer relateret til Kinding